# Weekend z mistrzem

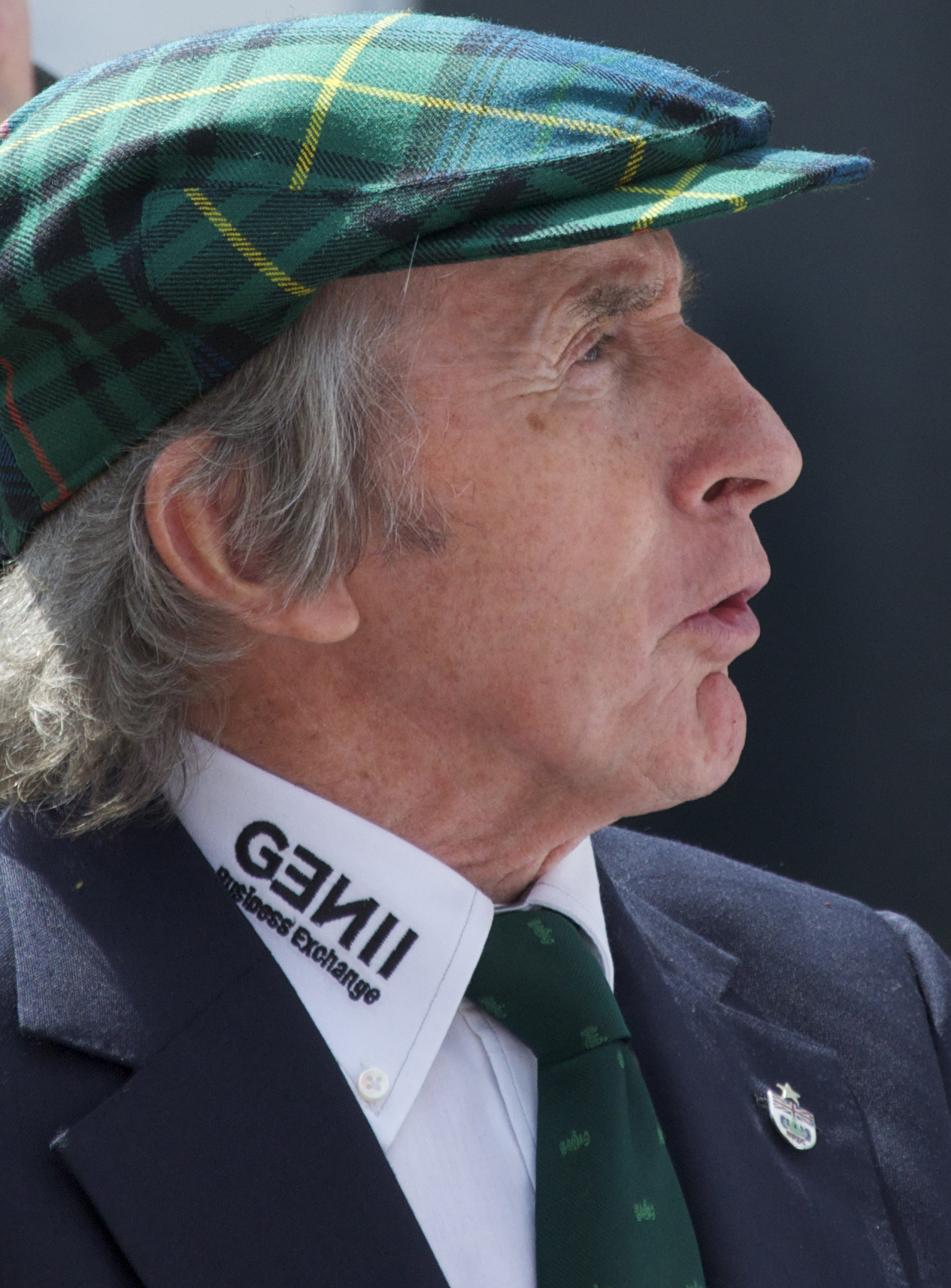
Jackie Stewart podczas Grand Prix Wielkiej Brytanii w 2011 roku

Weekend z mistrzem (ang. Weekend of a Champion) – niezależny brytyjski film dokumentalny z 1972 w reżyserii Romana Polańskiego i Franka Simona, poświęcony brytyjskiemu kierowcy wyścigowemu Jackie Stewart'owi.

## Obsada
Źródło: Internet Movie Database
- Roman Polański
- Jackie Stewart
- Helen Stewart

## Odbiór
W 1972 podczas 22. MFF w Berlinie Roman Polański i Frank Simon zdobyli Wyróżnienie Specjalne w kategorii filmu dokumentalnego. Obraz brał udział w konkursie głównym o nagrodę Złotego Niedźwiedzia.
W 2013 film został wyświetlony w ramach pokazów specjalnych podczas 66. MFF w Cannes.